# MPS 레코드
MPS 레코드(MPS Records)는 독일 재즈 레코드 회사이며 1968년 한스 게오르크 브루너슈와르에 의해 설립되었다. MPS는 "Musik Produktion Schwar"의 약자이다.